# Bernhard Klodt
Bernhard „Berni“ Klodt (* 26. Oktober 1926 in Gelsenkirchen-Bismarck; † 23. Mai 1996 in Garmisch-Partenkirchen) war ein deutscher Fußballspieler, der mit dem FC Schalke 04 im Jahre 1958 die deutsche Fußballmeisterschaft und mit der Fußballnationalmannschaft im Jahre 1954 die Weltmeisterschaft gewann.

## Laufbahn

### Vereine, 1940 bis 1962
Bernhard Klodt wuchs als jüngster von fünf Brüdern im Gelsenkirchener Stadtteil Bismarck auf. Bruder Hans Klodt brachte 1940 den 14-jährigen „Berni“ Klodt, der nach der Schulzeit eine kaufmännische Lehre durchlief, in die Jugendabteilung der „Königsblauen“. Kriegsbedingt debütierte der vielseitig einsetzbare Offensivspieler bereits am 14. März 1943 in der Gauligaelf der Schalker bei einem 10:1-Erfolg gegen den VfL Bochum. In der Gauliga Westfalen war der Nachwuchsspieler 1943 und 1944 an den Titelgewinnen jeweils vor dem VfL Altenbögge beteiligt. Am 30. Mai kam der junge Spieler erstmals in der Endrunde um die deutsche Fußballmeisterschaft zum Einsatz. Schalke verlor mit 1:4 Toren bei Holstein Kiel. Bruder Hans hütete das Tor, Heinz Flotho und „Berni“ stürmten an den Flügeln gegen die Holstein-Elf, welche mit Kurt Krüger, Franz Linken und Ottmar Walter prominent besetzt war. Nach dem Zweiten Weltkrieg spielte er mit Schalke 04 von 1945 bis 1947 zwei Runden in der Landesliga Westfalen. 1946 wurde die Meisterschaft vor Westfalia Herne und 1947 vor dem STV Horst-Emscher errungen. Als im Westdeutschen Fußballverband zur Saison 1947/48 die Fußball-Oberliga West ihren Spielbetrieb aufnahm, stürmte Klodt an der Seite der Ex-Nationalspieler Ernst Kuzorra und Fritz Szepan. Er bestritt alle 24 Rundenspiele und erzielte acht Tore, Schalke belegte den sechsten Rang. Am ersten Spieltag der Debütrunde der Oberliga bildete er am 14. September 1947 zusammen mit Szepan, Herbert Burdenski, Kuzorra und Paul Winkler den Angriff der „Knappen“-Elf, die bei Hamborn 07 2:2 unentschieden spielte. Die nächsten zwei Saisons, 1948 bis 1950, stürmte er dann bei der lokalen Konkurrenz STV Horst-Emscher, die im Auftaktjahr der Oberliga den dritten Platz errungen hatte.
Mit der Mannschaft aus dem Fürstenbergstadion belegte er die Plätze drei und vier – Schalke rangierte auf dem zwölften beziehungsweise sechsten Platz – und zog mit den „Emscher Husaren“ 1950 in die Endrunde ein. In seinem ersten Jahr bei den Schwarz-Blauen gewann er beide Derbys gegen seinen Stammverein Schalke 04. In der Hinrunde mit 4:2 und in der Rückrunde vor 30.000 Zuschauern mit 4:1 Toren. In der Endrunde 1950 traf Klodt mit Mittelstürmer Alfred Kelbassa auf den Meister von Süddeutschland, auf die SpVgg Fürth. In Worms brachte er auf Rechtsaußen stürmend am 21. Mai seine Mannschaft in der 17. Minute mit 1:0 in Führung, am Ende setzten sich aber die Franken mit 3:2 Toren durch. In den zwei Runden absolvierte „Berni“ Klodt für Horst-Emscher 53 Oberligaspiele und erzielte 18 Tore. Während seiner Aktivität bei den „Emscher-Husaren“ stürmte er am 8. Mai 1949 in der Regional-Auswahl von Westdeutschland in Bremen gegen Norddeutschland, nahm vom 14. bis 19. November 1949 in Duisburg am ersten Nachkriegslehrgang der Fußballnationalmannschaft unter Sepp Herberger teil und absolvierte am 14. Mai 1950 ein weiteres Spiel für Westdeutschland in Köln gegen Norddeutschland. Zur Saison 1950/51 kehrte er wieder zu seinem Stammverein Schalke 04 zurück.
Der Rückkehrer erlebte 1951 an der Seite von Torjäger Hans Kleina den Titelgewinn in der Oberliga West und 1952 die Vizemeisterschaft. In den Endrunden spielte Schalke aber keine Rolle, 1952 gab es sogar eine 2:8-Niederlage beim Hamburger SV. Im DFB-Pokal machten Klodt und seine Mannschaftskameraden mit dem Einzug in das Finale am 21. Mai 1955 in Braunschweig gegen den Karlsruher SC auf sich aufmerksam. Mit Trainer Eduard Frühwirth und dem neuen Sturmpartner Willi Koslowski holte sich der ab 1955 von Hermann Eppenhoff das Kapitänsamt übernommene Angreifer 1956 die Vizemeisterschaft und zog damit wieder in die Endrunde ein. Hier bestätigte die neue Schalker Mannschaft ihren Leistungszuwachs und belegte punktgleich hinter dem Finalisten Karlsruher SC den zweiten Rang in der Gruppe I. Im Jahr der Fußball-Weltmeisterschaft 1958 in Schweden feierte Klodt mit einem Punkt Vorsprung gegenüber dem 1. FC Köln mit seinen Mannschaftskameraden die Westmeisterschaft – 27 Rundenspiele mit 15 Treffern des Spielführers – und in der Endrunde mit 16:1 Toren und 6:0 Punkten gegen den Karlsruher SC, Eintracht Braunschweig und Tennis Borussia Berlin den Einzug in das Finale am 18. Mai in Hannover gegen den Hamburger SV. Im Finale spielten sich Berni Klodt und Co. in einen regelrechten Rausch und ließen den völlig überforderten Norddeutschen vor 81.000 Zuschauern im prall gefüllten Niedersachsenstadion keine Chance. Der überragende Klodt eröffnete nach nur vier Minuten mit einem fulminanten Kopfball den Torreigen, traf nach einer knappen halben Stunde auch zum 2:0 und schickte zehn Minuten vor Schluss Manfred Kreuz auf die Reise zum 3:0-Endstand.
In der Saison 1958/59 ragten die sieben Spiele mit drei Toren im Europacup der Landesmeister gegen KB Kopenhagen, Wolverhampton Wanderers und Atlético Madrid heraus, wogegen es in der Oberliga nicht nach Plan für den siebenmaligen Deutschen Meister lief. Mit 35 Jahren zog der Senior 1962 nochmals als westdeutscher Vizemeister mit Trainer Georg Gawliczek in die Endrunde ein. Sein letztes Oberligaspiel absolvierte „Berni“ Klodt am 30. Spieltag, den 7. April 1962, beim 5:3-Heimerfolg gegen Borussia Dortmund mit den Angriffskollegen Horst Assmy, Werner Ipta, Willi Koslowski und Waldemar Gerhardt. Nach insgesamt 383 Spielen und 147 Toren verabschiedete er sich aus der Oberliga West. Aber erst mit dem letzten Spieltag der Endrunde – 5. Mai beim 1. FC Nürnberg – beendete „Berni“ Klodt seine Spielerlaufbahn. Von 1943 bis 1962 hatte er 25 Endrundenspiele absolviert und dabei elf Tore erzielt. Offiziell verabschiedet wurde Klodt am 12. Juni 1963 mit einem Freundschaftsspiel gegen die bulgarische Nationalmannschaft, wobei ihm der 1:0-Siegtreffer glückte. Später sah man ihn viele Jahre lang im Trikot der Prominentenelf des Westdeutschen Rundfunks bei diversen Sportpressefesten und Wohltätigkeitsveranstaltungen.

Matthias Kropp beschreibt den Spieler Klodt mit folgenden Worten: 

„Rechts- und Linksaußen, Spielmacher, Torjäger und Mannschaftskapitän der Meisterelf von 1958, alles in einer Person.“

#### Erfolge
- Westdeutscher Meister 1951 und 1958
- Deutscher Meister 1958

#### Ehrungen
Der Bundespräsident ehrte seine sportlichen Leistungen mit der Verleihung des Silbernen Lorbeerblatts, der FC Schalke 04 zeichnete ihn mit dem Ehrenring aus.

### Fußballnationalmannschaft, 1950 bis 1959
„Berni“ Klodt hatte bereits im November 1949 dem Aufgebot für den ersten Nachkriegslehrgang der Fußballnationalmannschaft angehört, stürmte am 12. November 1950 in Frankfurt beim Repräsentativspiel der Auswahlmannschaften von Westdeutschland gegen Süddeutschland und gehörte zehn Tage später, den 22. November, dem Kader von Bundestrainer Sepp Herberger für das erste Nachkriegsländerspiel in Stuttgart gegen die Schweiz an. Vor 115.000 Zuschauern bildete er zusammen mit Max Morlock, Ottmar Walter, Fritz Balogh und Richard Herrmann den Angriff der mit 1:0 Toren siegreichen DFB-Elf. Vor der endgültigen Nominierung in den Kreis der 22 WM-Spieler am 3. Juni 1954 zur Fußball-Weltmeisterschaft in der Schweiz standen für den Schalker Angreifer noch mehrere WFV-Auswahlspiele, DFB-Testspiele, ein B-Länderspiel am 29. April in Offenburg gegen die Schweiz und fünf weitere Einsätze in der A-Nationalmannschaft auf dem Programm. Konkurrenten auf der Rechtsaußenposition stellten insbesondere Felix Gerritzen und Helmut Rahn dar. Beim WM-Turnier kam Klodt in den zwei erfolgreichen Vorrunden-Begegnungen gegen die Türkei zum Einsatz (1 Tor). In den weiteren Spielen des Turniers entschied sich Bundestrainer Herberger für den Individualisten und Torjäger Helmut Rahn am rechten Flügel. Mit seinen zwei Turnierspielen sowie seiner fairen kameradschaftlichen Verhaltensweise im weiteren Verlauf der Weltmeisterschaft, trug Bernhard Klodt wesentlich mit zum Erfolg der DFB-Mannschaft bei.
Vor der Weltmeisterschaft 1958 in Schweden waren dem Spielführer der „Königsblauen“ mit Hans Cieslarczyk, Engelbert Kraus, Richard Kreß, Bernhard Steffen, Heinz Vollmar und Erwin Waldner ernsthafte Konkurrenz auf den Flügelpositionen erwachsen. „Berni“ Klodt steigerte sich im Laufe der Oberligasaison 1957/58 aber nochmals in höchste Form. Er trug in 27 Ligaspielen mit 15 Toren entscheidend zum Gewinn des West-Titels und im Mai 1958 zum Gewinn der deutschen Meisterschaft bei. Herberger nahm die überragende Spielerpersönlichkeit des siebenfachen Meisters mit zur Weltmeisterschaft nach Schweden und setzte ihn in den zwei Vorrundenbegegnungen gegen die Tschechoslowakei und Nordirland am 11. und 15. Juni ein. Beide Gruppenspiele endeten 2:2 und Klodt stürmte dabei auf Linksaußen. Mit seinem 19. Länderspiel am 20. Mai 1959 in Hamburg gegen Polen endete seine internationale Laufbahn.

#### Erfolge
- Weltmeister: 1954
- Vierter der Weltmeisterschaft: 1958

## Beruflich
Elf Jahre lang war Klodt der Wirt am Schalker Markt, ehe er Verkaufsleiter einer großen Brauereigruppe im Ruhrgebiet wurde. Der beliebte Fußballer wohnte in Gelsenkirchen-Ückendorf.

## Tod
Nach einem Herzinfarkt und einem Schlaganfall war er seit 1990 rechtsseitig gelähmt und auf einen Rollstuhl angewiesen. Seine letzten Lebensjahre verbrachte er in Garmisch-Partenkirchen, wo er im Mai 1996 verstarb. Bernhard „Berni“ Klodt ruht auf dem Friedhof Garmisch (Abt. 1-8-2-1/2) im Nordwesten von Garmisch-Partenkirchen.